# St Newlyn East
 (septembre 2023).
St Newlyn East est une paroisse civile et un village des Cornouailles, en Angleterre.